# Parc national Tasman
Le parc national Tasman est un parc national australien, en Tasmanie à environ 56 km à l'est  de Hobart en bordure du l'océan Pacifique.
Le parc possède un phare ainsi qu'une station météo situées sur l'île Tasman. Les deux sont automatisées depuis 1977 et il n'y a plus de gardiens.
Les falaises de dolérite du cap Pillar et de l'île Tasman, hautes de près de 300 m sont parmi les plus hautes du monde.
Trois espèces d’Euphraises, une plante herbacée semi-parasitique, sont endémiques du parc.
On trouve des Otaries à fourrure d'Afrique du Sud qui se reproduisent ou se reposent sur les plages de même que des Manchots pygmée.

## Galerie

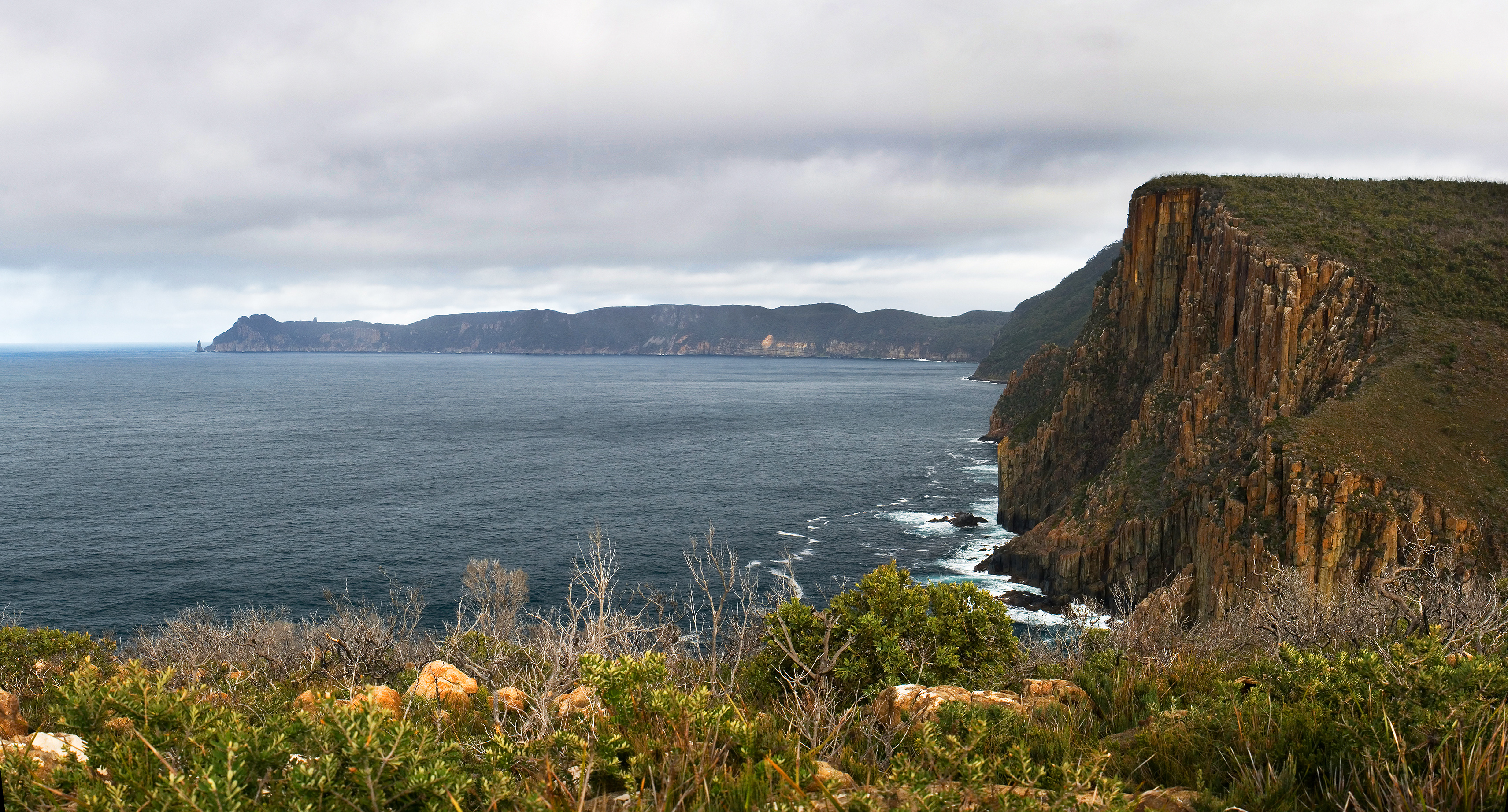
Cap Pillar
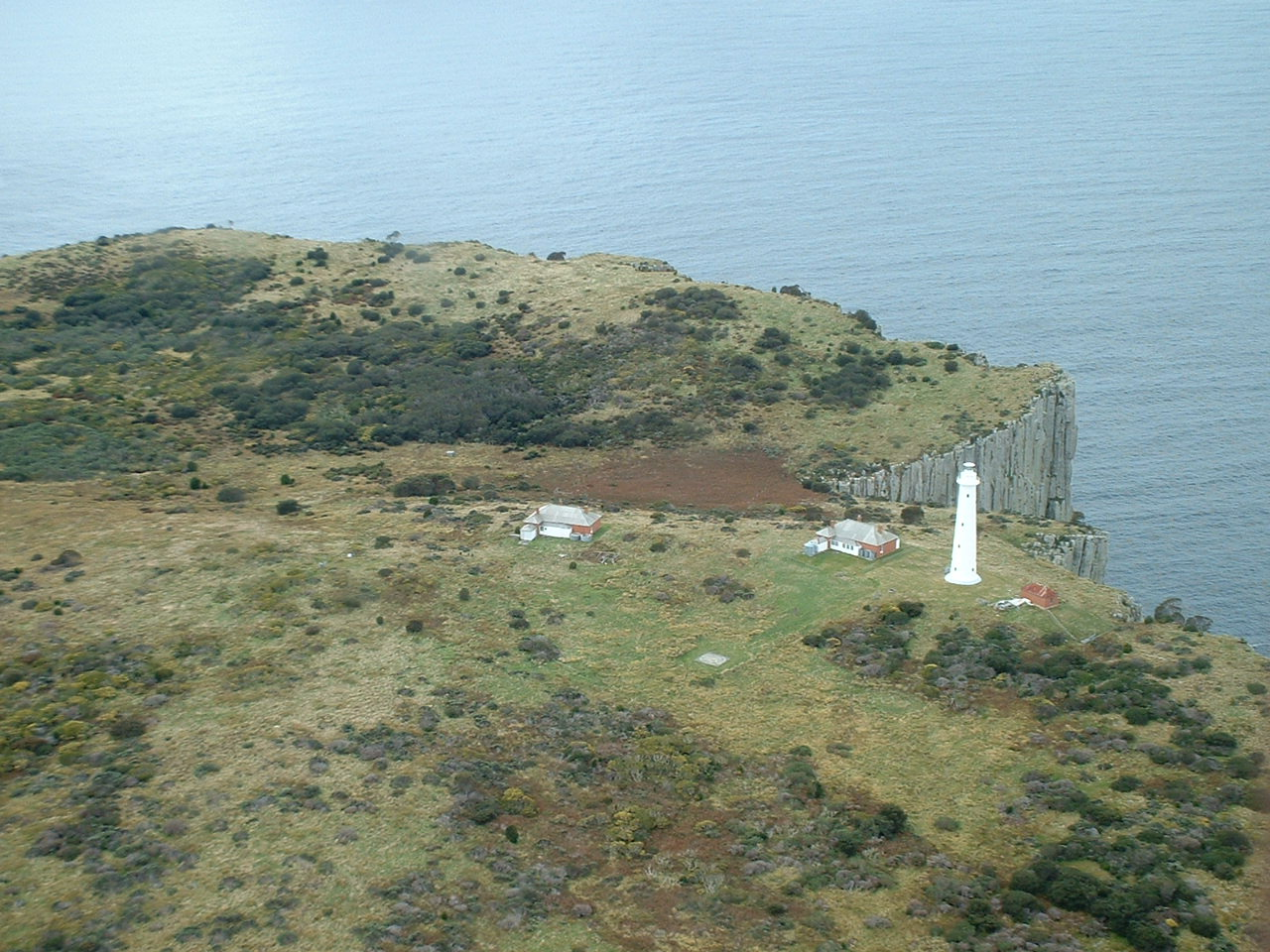
Le phare de l'île Tasman
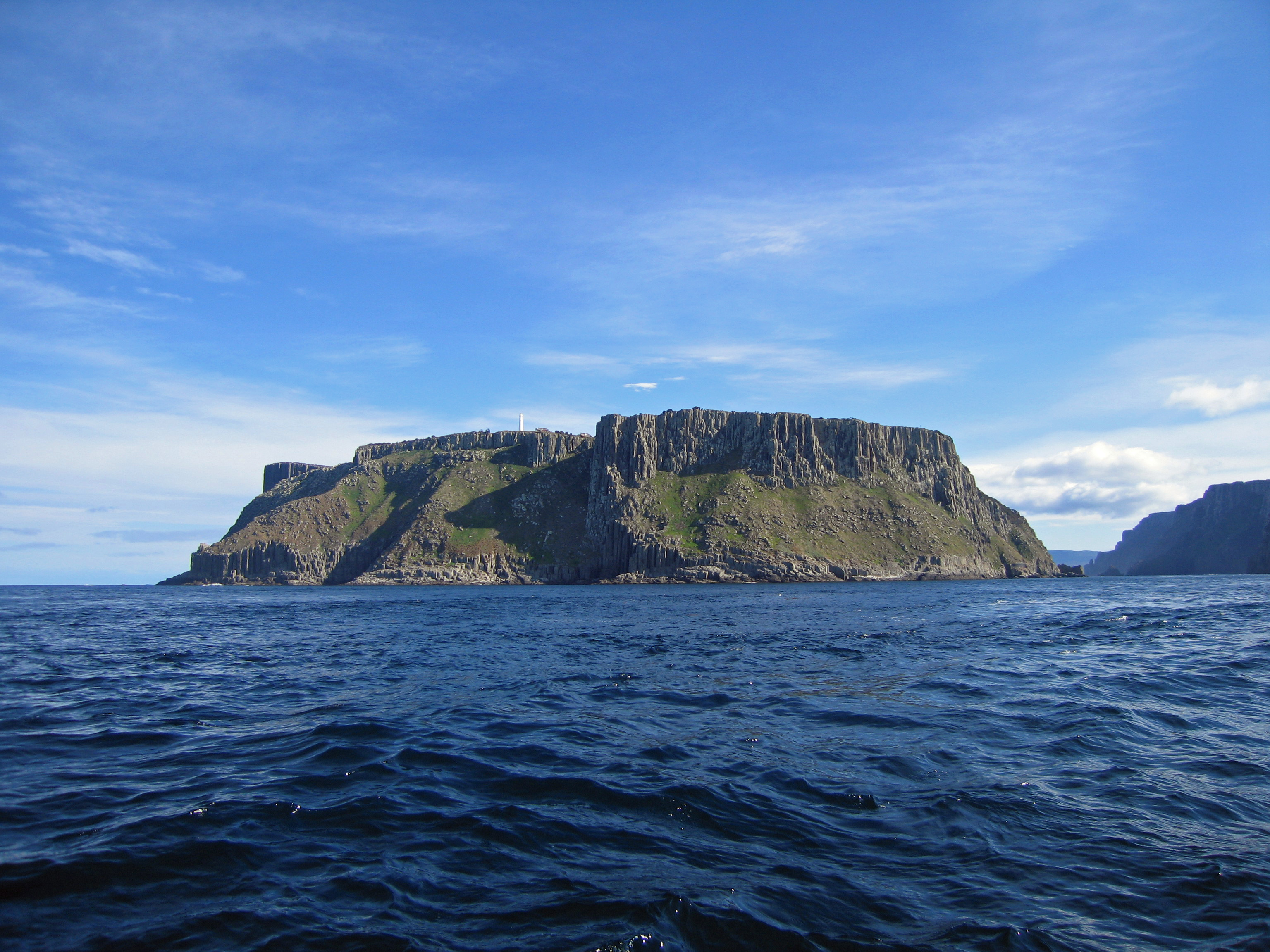
L'île Tasman
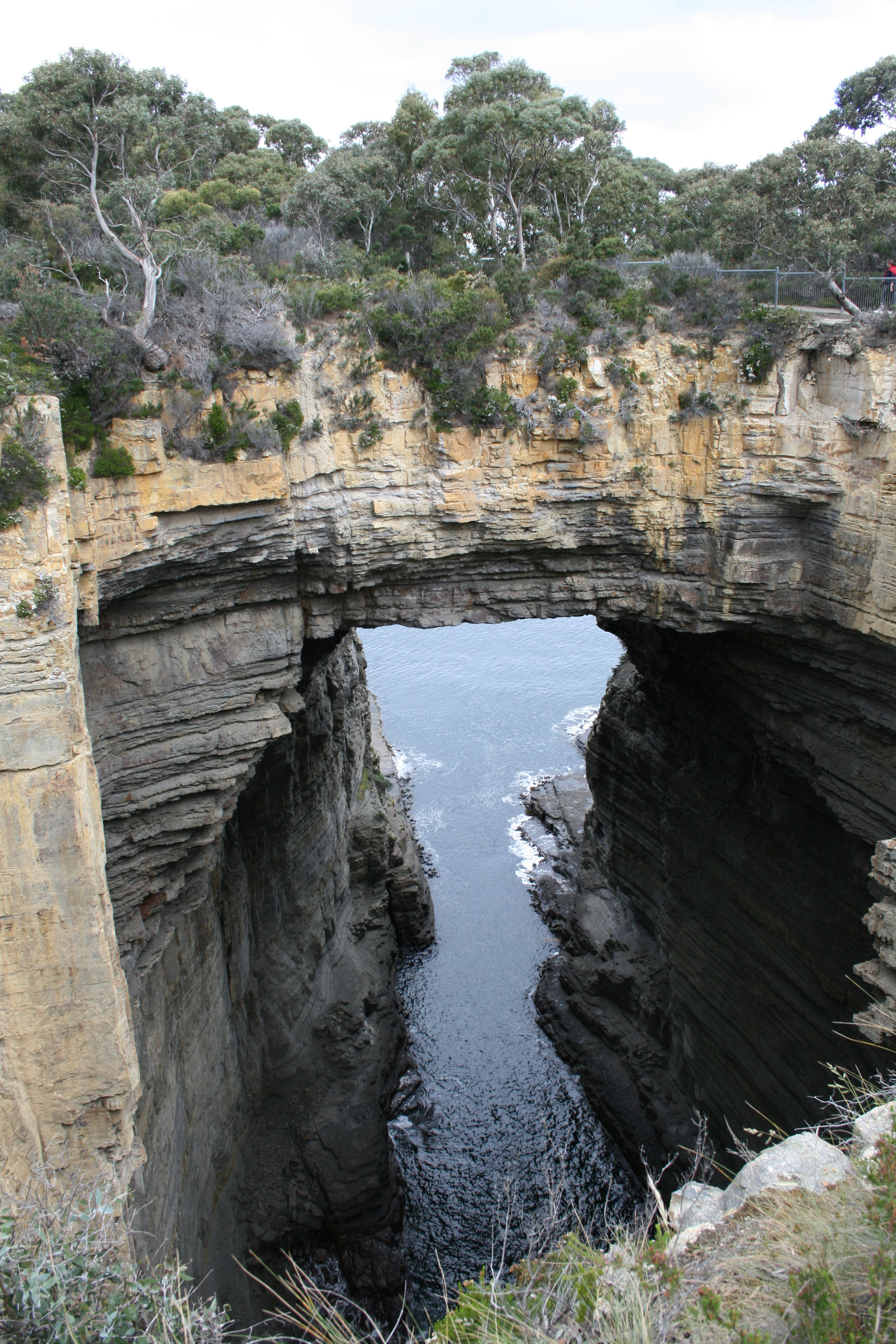
L'arche Tasman jouxtant un gouffre littoral